# Якуб Потоцький (староста генеральний)
Якуб Потоцький гербу Пилява (бл. 1554 — 26 січня 1613) — польський шляхтич, військовик та урядник Речі Посполитої.

## Життєпис

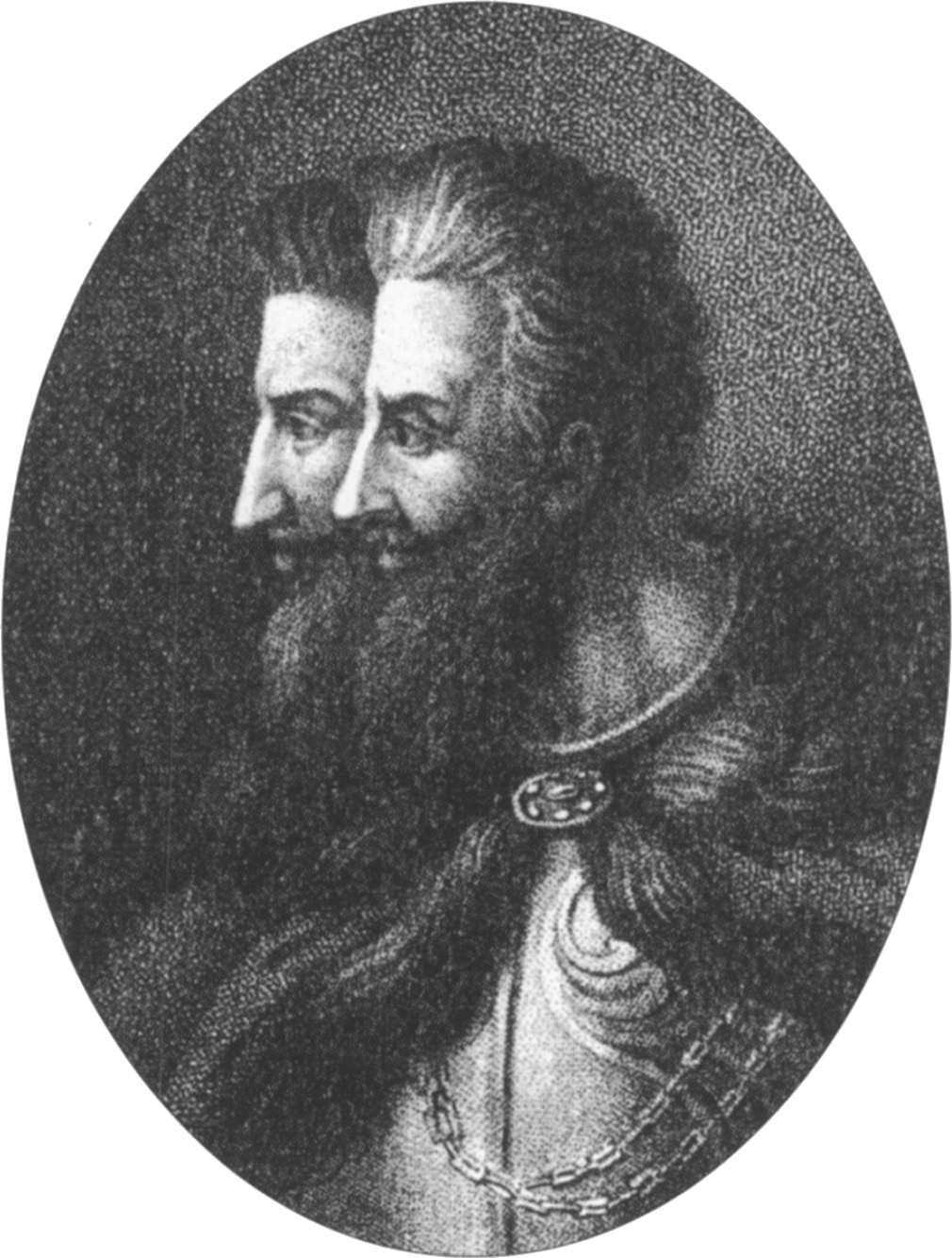
Ян і Якуб Потоцькі

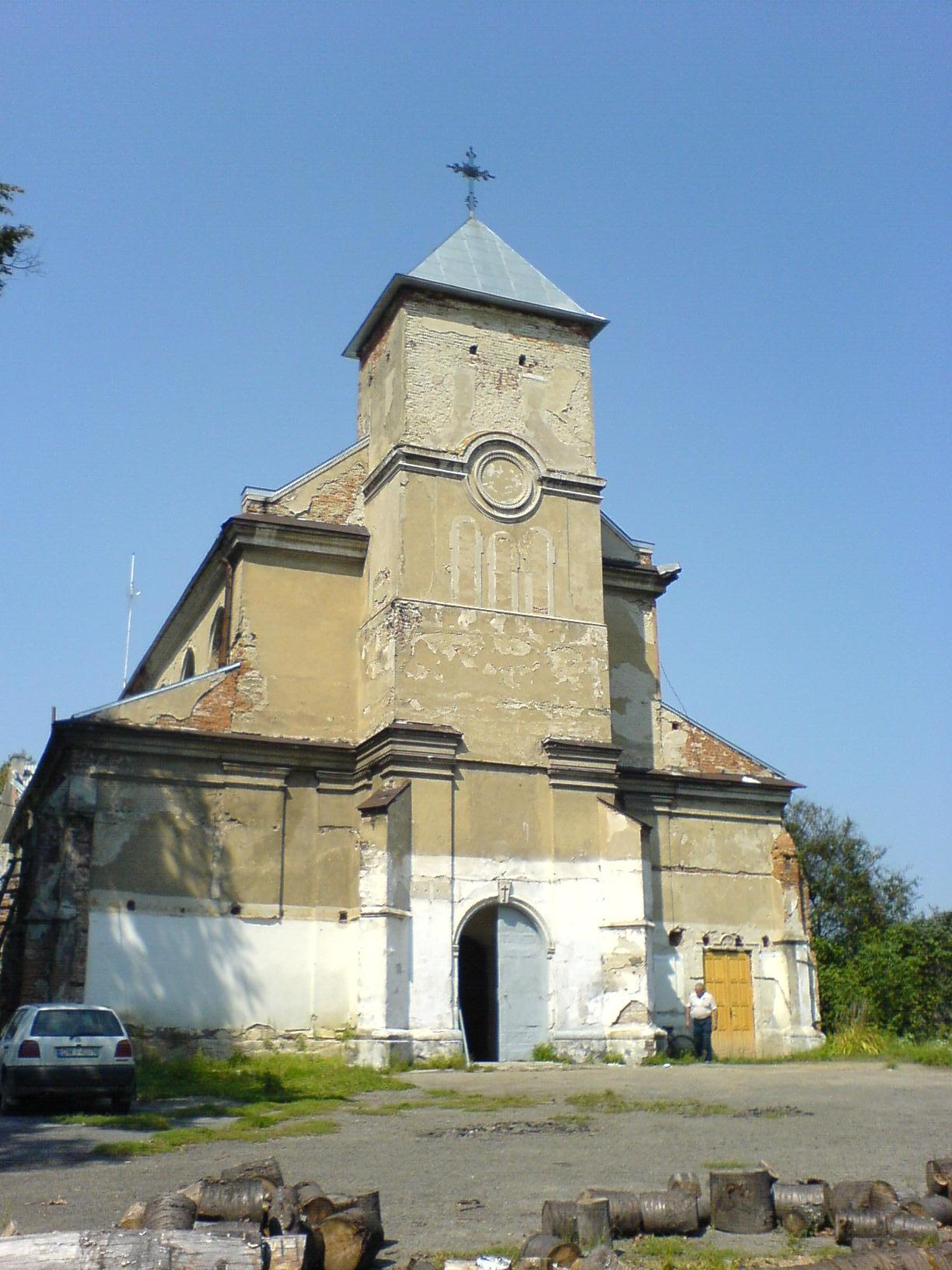
Костел в Єзуполі

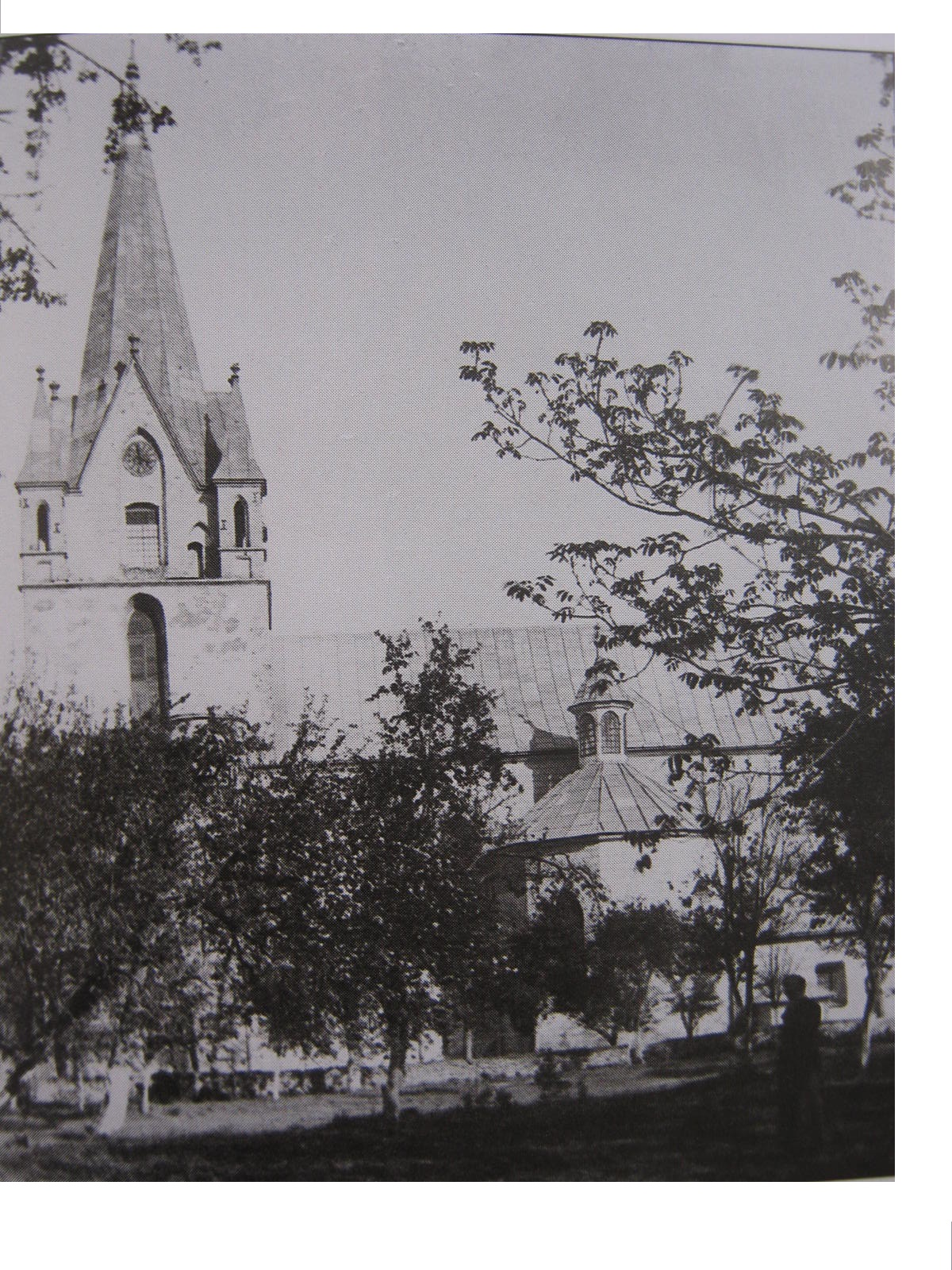
Місце поховання

Народився в сім'ї королівського ротмістра Миколая Потоцького та його дружини Анни з Чермінських (1525–1579). 3-й син у родині, рідні брати: Ян (1551/1555—1611), Анджей (1553–1609), Стефан (1568–1631).
За епітафією, змолоду мав перебувати при дворі короля Стефана Баторія у Семигородді. Після його сходження на трон Королівства Польського став придворним. Брав участь в інфляндській війні 1579-1582 років у полку королівських дворян. У вересні 1580 р. з власним почтом брав участь у битвах під Великими Луками, під Торопцем (20 вересня). Політично, як і брати, був пов'язаний з Яном Замойським. У 1585 р. отримав від короля Чешибіси, конфісковані від Самуеля Зборовського. В січні 1588 брав участь у виправі проти архикнязя Максиміліяна ІІ Габсбурга, входив до складу групи під командуванням Алєксандера Конєцпольського, яка 21 січня випередила армію Замойського в марші на Вільковецьк. Брав участь у битві під Бичиною 24 січня. Правдоподібно, брав участь у битві з татарами під Баворовом у серпні 1589 р. На «пописі» шляхти під Бібркою в серпні 1590 його рота гусарів мала 150 коней, потім мала не більше 100. Посол сейму 1590—1591 років від Подільського воєводства. З братами Яном та Анджеєм брав участь в антикоролівському з'їзді шляхти у Єнджеюві у серпні 1592 р.
Брав участь у сходженні на молдавський трон Єремії Могили 1595 р., залишився там у полку брата при господарі, брав участь у битві під Сучавою зі Штефаном Разваном. Влітку 1596 р. повернувся, взяв участь на чолі своєї роти у придушенні повстання Северина Наливайка.
Перед 1598 р. змінив обряд на католицький. У 1598 р. фундував будівництво костелу Успіння Пречистої Діви Марії та кляштору домініканців в Чешибісах (було закінчене сином Миколаєм-«ведмежою лабою»), назву містечка змінив на Єзуполь.
До 1599 р. володів частиною Загайполя, Єзуполем, де за його розпорядження та сприяння будували квадратний з 4-ма наріжними вежами замок, домініканський костел, кляштор;
Разом з братами брав участь у молдавських походах 1595 p., наприкінці 1607 р. Під час рокошу Миколая Зебжидовського став на сторону короля Сиґізмунда III Вази. Брав участь в битві під Ґузовом 5 липня 1607 р., в якій були розбиті загони рокошанів-повстанців. Довгий час був придворним королів Сиґізмунда II Авґуста та Сиґізмунда III Вази. В 1609 р., після смерті брата Анджея, став каштеляном кам'янецьким.
У 1611 р. брав участь в облозі Смоленська, зокрема, вночі з 12 на 13 квітня врятував ікону Матері Божої. За звитяги перед Річчю Посполитою король надав посаду коменданта залоги в Смоленську, пізніше брацлавського воєводи.
Помер 26 січня 1613 року в Смоленську (Якуб Пшонка стверджував, що з жалю за братом Стефаном, який потрапив у полон). Був похований у домініканському костелі Золотого Потоку. Справу виплати йому сум, які була винна скарбниця Речі Посполитої, розглядала у 1614 р. комісія бидгощська.

### Уряди (посади), маєтності
Після смерти брата Яна в 1611 р. став старостою генеральним подільським. Був старостою білоцерківським, білокамінським (після капітуляції замку в Пайде 30 вересня), летичівським.
Крім родинного Потоку та Чешибісів, посідав Тисменицю з селами: Микитинці, Угорники, Підлужжя, Підпечери, Студенець, Клубівці. 1598 р. люблінський воєвода Марек Собєскі отримав «консенс» короля на відступлення Якубу Потоцькому королівщин Черніїв, Хом'яків, Хриплин, Перевозець, «саліни» Велеш(с)ниця.

### Заснування містаЄзуполя
За легендою, перед цим поселення називалося Чешибіси. Одного разу, згідно з народною легендою, під час наїзду татар польський шляхтич (Якуб Потоцький) утікав від них на своєму коні-румакові. Він переплив Дністер, але кінь ніяк не міг вскочити на стрімкий берег. Воєвода вигукнув: «Єзус-Марія!» — кінь виніс його на суходіл. На подяку Богові майбутній воєвода дав обітницю заснувати на обох берегах Дністра міста (теперішні Єзупіль та Маріямпіль). 1597 р. містечко перейменували (стараннями власника — Якуба Потоцького) на Єзупіль.

### Сім'я
Був одружений двічі. Перща дружина — Ядвіґа Прусіновська (сестра белзького воєводи Адама Прусіновського). Діти:
- Катажина — дружина Яна Улінського, кам'янецького каштеляна
- Миколай-«ведмежа лаба»

Друга дружина — Ядвіґа Тарновська (пом. після 1629), донька буського старости, радомського, сандомирського каштеляна Станіслава Тарновського (пом. 1618), шлюб уклали 19 жовтня 1603 року. Діти:
- Ян (пом. після 1620, потрапивши в ясир[11])
- Станіслав (1600 — бл.1647) — полковник коронних військ
- Якуб (1608—1639/1650) — монах Домінік, провінціал-домініканець Руської провінції (1636).[10]